# Vaszílisz Raputíkasz
Vaszílisz Raputíkasz (arománul: Vasil Rapotika; görögül: Βασίλειος Χρήστου Ραποτίκας; Grámosz, 1888 – Grizano, 1943) aromán forradalmár, második világháborús hadvezér, lázadó Görögországban.
Raputíkasz 1888-ban született Grámoszban, amely akkor az Oszmán Birodalomhoz tartozott.
A rövid életű olasz Pindoszi Fejedelemség bábállam Római Légiójának egyik vezetője volt, közvetlenül Alcibiadi Diamandi és Nikólaosz Matúszisz mögött. Ez az egység állandó és független aromán állam kialakítására törekedett a görög Thesszália és Macedónia régiókban. 1941 nyarán ő vezette a szervezet első fegyveres csoportjának akcióit az olasz csapatokkal közös hadműveletekben. Részt vett a szervezet különféle propagandaakcióiban is. 1942-ben az ELAS erői kudarcot vallottak ellene.
Raputíkasz 1943 májusában vagy júniusában ölték meg a Görög Népi Felszabadító Hadsereg tagjai Grizano közelében.

## Fordítás
- Ez a szócikk részben vagy egészben  a   Vassilis Rapotikas című angol Wikipédia-szócikk ezen változatának fordításán alapul.  Az eredeti cikk szerkesztőit annak laptörténete sorolja fel. Ez a jelzés csupán a megfogalmazás eredetét és a szerzői jogokat jelzi, nem szolgál a cikkben szereplő információk forrásmegjelöléseként.